# Nogarolo
Nogarolo è una frazione del comune di Tarzo, in provincia di Treviso.

## Geografia fisica
Nogarolo si raccoglie su una terrazza rivolta alla Vallata e in particolare ai laghi di Revine Lago, stretta tra il monte Comun a ovest (492 m s.l.m.) e le Prese a est (578 m).

## Monumenti e luoghi d'interesse
Come tutti i centri vicini, anche Nogarolo si caratterizza per le tipiche architetture rappresentate da vecchi edifici con portici e fontane.
La campana e una pala del piccolo oratorio del paese (dipendente dalla parrocchia di Tarzo) proverrebbero dalla scomparsa villa di Bellostare, residenza del letterato Toldo Costantini.

### Casa Casagrande Tomasi
Situata in località Piadera, al confine con Vittorio Veneto, è originaria del XVIII secolo e fu ristrutturata nel corso del Novecento.
I fronti secondari hanno subito degli ampliamenti, ma la facciata principale è rimasta pressoché inalterata, almeno per quanto riguarda la forometria. L'ingresso del piano terra si trova al centro ed è rappresentato da un arco a sesto ribassato con profilo in pietra. Lo sovrasta, al primo piano, un'apertura con poggiolo. Ancora oltre, al centro del sopralzo, si trova un'altra finestra ad arco a tutto sesto con cornice in pietra. Le altre aperture della facciata sono monofore rettangolari, arricchite al primo piano da davanzale e cimasa aggettanti.

### Aree naturali
Nogarolo, adagiata in un territorio collinare coperto di boschi, rappresenta il punto di partenza per diverse escursioni. Il sentiero CAI 1051 collega la località a Zuel di Qua (in comune di Cison di Valmarino), passando per Tarzo e Arfanta, mentre il 1052 permette di scendere a Colmaggiore e a Fratta transitando sulla riva dei laghi di Revine Lago.